# Espinosa del Camino
Espinosa del Camino ist ein Ort am Jakobsweg in der Provinz Burgos der Autonomen Gemeinschaft Kastilien und León.

## Sehenswürdigkeiten
- Pfarrkirche Mariä Himmelfahrt (Iglesia de la Asunción), im Renaissancestil. Ab 1544 wurde durch Juan de Landeras und Juan de Carasa eine Hauptkapelle (Capilla Mayor) angebaut. Die Kapelle hat einen quadratischen Grundriss und ein Sterngewölbe und kostete 40.000 Maravedíes.
- Ländliche Architektur. Espinosa hat mit einigen alten Fachwerkhäusern sehr gute Beispiele der selten gewordenen ruralen Bauweise dieser Zone.
- Ruinen des Klosters des heiligen Felix (Monasterio des San Felices). Zwischen dem Dorf und Villafranca Montes de Oca findet man am Rande des Jakobsweges eine verfallende Apsis, die letzter erhaltener Rest des Klosters San Felix ist. Der Überlieferung nach soll hier der Graf Diego Rodríguez Porcelos, Gründer der Stadt Burgos, bestattet worden sein. Im Jahr 1409 wurde die mozarabische Gemeinschaft an das Kloster San Millán de la Cogolla angegliedert.

## Bevölkerungsentwicklung
| 1991 | 1996 | 2001 | 2004 |
| ---- | ---- | ---- | ---- |
| 55   | 52   | 36   | 36   |